# Kay Krasnitzky
Kay Krasnitzky (Geburtsname Otto Erich K., * 29. August 1914 in Troppau, heute Opava; † 19. März 1978 in Bad Gastein) war ein freischaffender österreichischer Maler, Graphiker und Bildhauer.

## Vita
Krasnitzky studierte Architektur an den Technischen Hochschule in Brünn. Nach Aufenthalten in Wien, Prag, Paris und Oslo ließ er sich 1945 in Salzburg nieder.
Er war ab 1965 Mitglied der Freimaurerloge Zu den 7 Weisen; ab 1968 affiliertes Mitglied der Loge Tamino.

## Werk
Als Künstler hat er sich verschiedenster Techniken bedient und dabei Druckgrafiken, Polyesterreliefs, Sgraffiti, Mosaike, Keramikmalereien, Gipsschnitte oder Glasdesigns geschaffen. Zudem hat er als Buch- und Zeitungsillustrator gewirkt, er erstellte auch Souvenirbilder und fertigte Bühnenbilder an. Für das Kleine Festspielhaus in Salzburg hat er zwölf Bronzereliefs gestaltet; weitere seiner bronzenen Türgriffe finden sich an privaten und öffentlichen Gebäuden.
Er war Gründungsmitglied der Salzburger Gruppe und Mitglied der Wiener Sezession. 1956 gewann er den 1. Preis für einen Plakatentwurf für das Landesverkehrsamt Salzburg. Seine Werke sind im Salzburg Museum zu sehen, werden aber auch auf dem freien Markt gehandelt.
Er gilt nach dem Urteil von Anton Gugg als der bedeutendste Vertreter der frühen abstrakten Kunst in Salzburg.

## Bücher
- Erik G. Wickenburg (Autor), Kay Krasnitzky (Illustrator) (1963). Liebes frohes Salzkammergut.  Forum Verlag, Wien 1963.
- Kurt Eigl (Autor), Kay Krasnitzky (Illustrator) (1964). Sommer in Salzburg. Ein Mitbringsel.  Forum Verlag, Wien 1964.
- Hans H. Henseleit (Autor), Kay Krasnitzky (Illustrator). Gezeichnetes Kiel.  Presseamt Kiel (Herausgeber), Kiel 1973 (1973, Erstausgabe 1966)